# Kim van Sparrentak

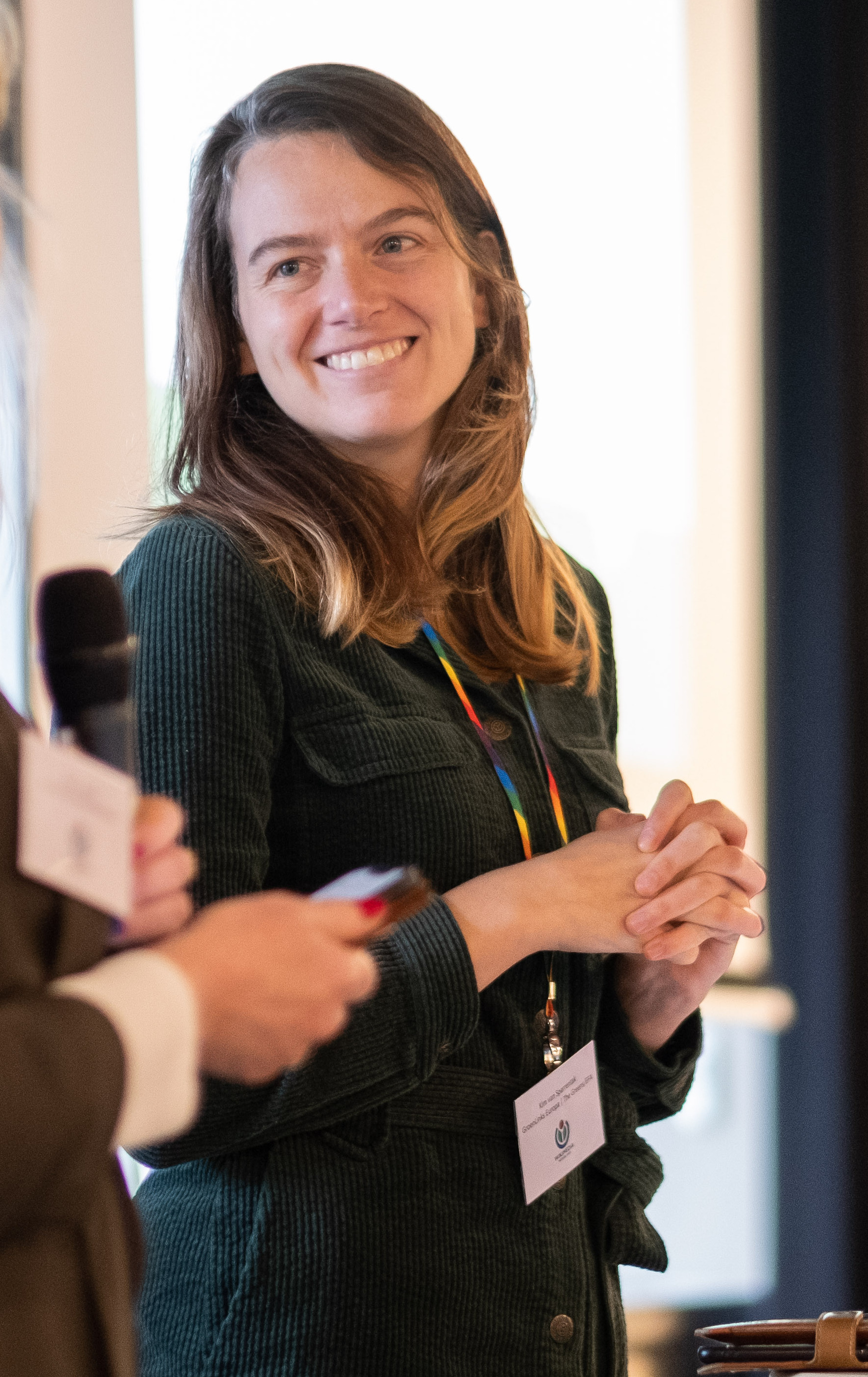
Kim van Sparrentak (2022)

Kim van Sparrentak (* 16. Oktober 1989 in Vlissingen) ist eine niederländische Umweltwissenschaftlerin und Politikerin (GroenLinks). Sparrentak gewann im Zuge der Europawahl 2019 mithilfe von Vorzugsstimmen ein Mandat und ist seitdem Mitglied im neunten Europäischen Parlament als Teil der Grünen/EFA-Fraktion.

## Leben

### Ausbildung
Kim van Sparrentak wurde am 16. Oktober 1989 im niederländischen Vlissingen (Provinz Zeeland) geboren und wuchs in der Nachbarstadt Middelburg auf. Nach ihrer Schulausbildung studierte sie Politikwissenschaften (auf B.A.) an der Universität Amsterdam, dem schloss sie ein Master-Studium in Urban Environmental Management an der Universität von Wageningen an. Nach ihrem Studium zog Sparrentak nach Neuseeland, dort absolvierte sie ein Praktikum im Öffentlichen Gesundheitssektor in Wellington. Nach dem Praktikum war sie am New Zealand Center for Sustainable Cities tätig.
Nach anderthalb Jahren in Neuseeland kehrte Sparrentak zurück und widmet ihre Zeit vor allem dem Umweltschutz, unter anderem als Kommunikationsverantwortliche für Mobilität bei Milieudefensie. Des Weiteren engagiert sie sich bei der Anti-Atomenergie-Organisation WISE Nederland und unterstützt dabei Menschen aus der niederländisch-belgischen Grenzregion bei der Kampagne für die Schließung der Kernkraftwerke Doel und Tihange.

### Politisches Engagement

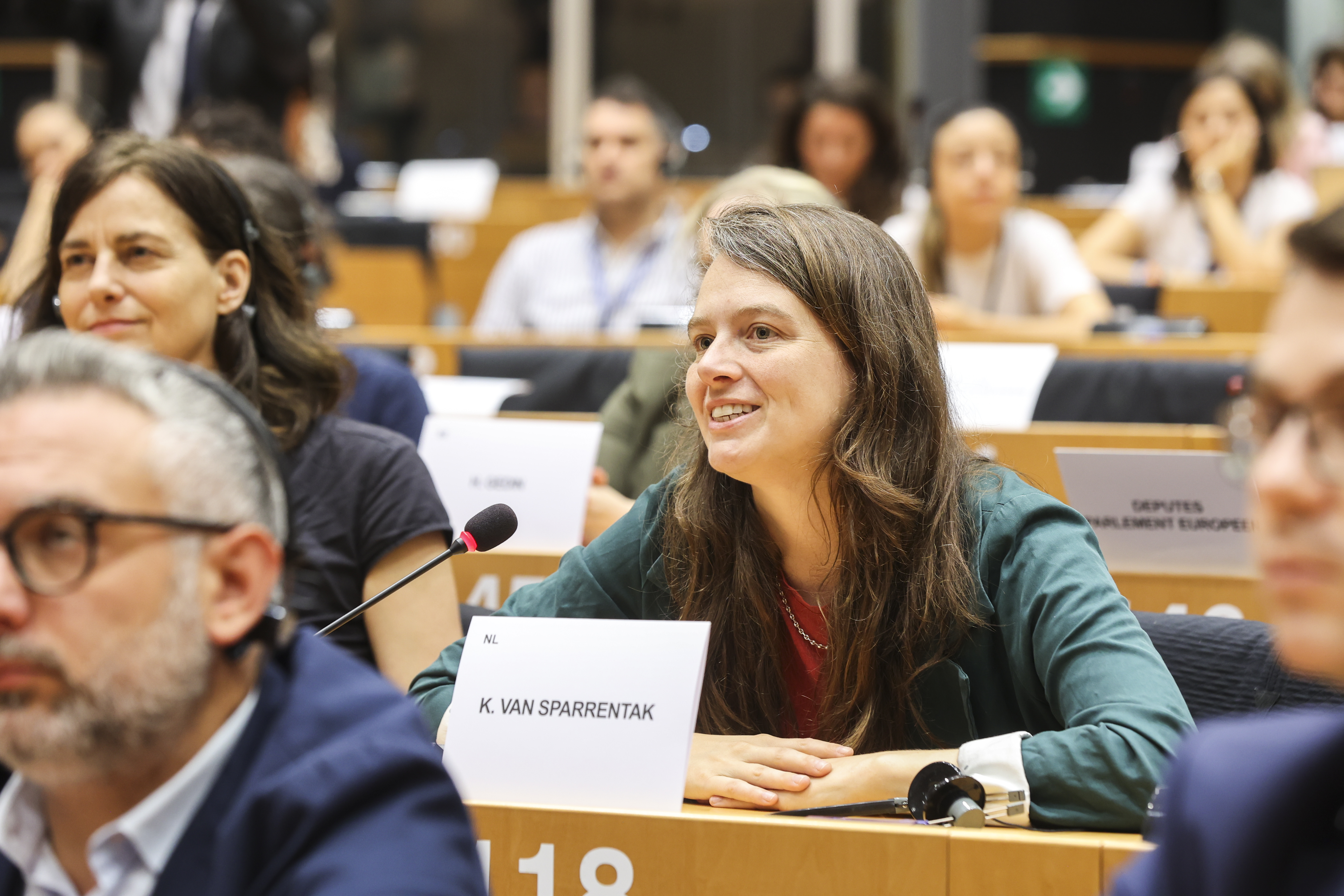
Seit 2019 ist Sparrentak Mitglied des Europäischen Parlaments

Sparrentak politisierte sich im Zuge ihres Studiums und wurde in der Zeit Mitglied der GroenLinks-Jugendorganisation DWARS sowie der Federation of Young European Greens – beide leitete sie zwischenzeitlich.
2019 kandidierte Kim van Sparrentak bei den Europawahl auf Platz 7 der Partei GroenLinks. Die Partei selbst gewann 3 der 26 niederländischen Mandate, van Sparrentak erhielt dabei über 26.000 Vorzugsstimmen, sodass sie anstatt die drittplatzierte Eline van Nistelrooij das dritte Mandat gewann. Seitdem ist Kim van Sparrentak Mitglied des neunten Europäischen Parlaments als der Teil der Fraktion Die Grünen/EFA. Für ihre Fraktion ist sie Mitglied im Ausschuss für Binnenmarkt und Verbraucherschutz und stellvertretendes Mitglied im Ausschuss für Beschäftigung und soziale Angelegenheiten.